# Коноплёва, Нелли Павловна
Нелли Павловна Коноплёва (род. 18 марта 1941) — российский учёный, доктор физико-математических наук, старший научный сотрудник ОИЯИ и ВНИИЭМ.

## Биография
В 1964 г. окончила физичеcкий факультет МГУ, дипломница кафедры статистической физики и квантовой механики.
Работала в лаборатории К. П. Станюковича во ВНИИЭМ и вместе с ней оттуда  ушла сначала (в сентябре 1965 года) во ВНИИ интроскопии, затем (с апреля 1967) во ВНИИ оптико-физических измерений системы Госстандарта СССР.
В феврале 1970 г. вернулась во ВНИИЭМ. Там в 1972 году под её руководством была организована лаборатория теоретической физики, существовавшая до 1998 года.
С 1991 по 2011 в качестве прикомандированного сотрудника работала в лаборатории теоретической физики ОИЯИ.
В настоящее время[когда?]

 — старший научный сотрудник ОИЯИ и ВНИИЭМ.
В 1982 г. присвоена учёная степень доктора физико-математических наук.
Автор нескольких десятков научных работ по лагранжевой и геометрической классической теории калибровочных полей, истории физики и философским проблемам естествознания.
Н. П. Коноплёва разработала геометрическую теорию калибровочных полей как связностей главного расслоенного пространства над {\displaystyle V_{4}} и последовательную лагранжеву теорию калибровочных полей общего вида, естественным образом включающая гравитацию.
Н. П. Коноплёва является автором регулярного метода получения законов сохранения и дополнительных условий в теориях с локальной симметрией. Она показала, что при локализации пространственно-временной симметрии роль калибровочных полей могут играть любые тензорные или однородные преобразующиеся поля.
Н. П. Коноплёва является автором ряда статей по философским проблемам физики — проблеме тождественности, проблеме инерции, вопросам методологии физики.
Монография Н. П. Коноплёвой и В. Н. Попова «Калибровочные поля» издавалась в трёх изданиях и переведена на английский язык. Ссылка на неё есть в списке литературы к статье «Калибровочные поля» Большой российской энциклопедии, монографиях Д. Д. Иваненко и Г. А. Сарданашвили «Гравитация» и Л. Б. Окуня «Лептоны и кварки».
Дочь — выпускница физического факультета МГУ, кандидат физико-математических наук.

## Статьи
- Соколик Г. А., Коноплева Н. П. Конструктивная теория компенсирующих полей, Докл. АН СССР, 154:2 (1964), 310—312
- Sokolik H. A., Konopleva N. P. Unified description of interactions, Nucl. Phys., 72 (1965) 667—676
- Коноплева Н. П. Координатные преобразования и компенсирующие поля // Вестник МГУ, сер. Физика и астрономия, 1965, № 3, c. 73—80
- Соколик Г. А., Коноплева Н. П. Уравнения волновых полей, ковариантные относительно n-мерной вещественной унимодулярной группы, Докл. АН СССР, 169:3 (1966), 539—542
- Коноплева Н. П., Соколик Г. А. Инвариантность и теория элементарных частиц // Проблемы теории гравитации и элементарных частиц. — М., Атомиздат, 1966. — c. 22—80
- Konopleva N. P. Lokale Symmetrien, Eichfelder und geschichtete Raume. — Ideen des exacten Wissens, 1971, Stuttgart, Deutsche Verlags-Anstalt, № 10, S. 671.
- Коноплёва Н. П., Соколик Г. А. Проблема тождества и принцип относительности. // Эйнштейновский сборник 1967. — М., Наука, 1967.
- Коноплёва Н. П., Соколик Г. А. Возможное и действительное в теории поля и их связь с общим принципом относительности. // Пространство и время в современной физике. — Киев, Наукова думка, 1968.
- Коноплева Н. П.  Об интегральных законах сохранения в общей теории относительности // Докл. АН СССР, 1970, 190:5, с. 1070—1073
- Коноплева Н. П. Гравитационные эксперименты в космосе // УФН, 123 (1977), c. 538—563
- Коноплева Н. П. Инстантоны и теория гравитации, ТМФ, 115:2 (1998), 312—320; Theor. Math. Phys., 115:2 (1998), 612—618[21]
- Коноплева Н. П. Калибровочные поля и гравитация // Учёные записки Казанского университета. — 2011

## Конференции
- Коноплева Н. П. В кн.: Проблемы гравитации. Тезисы докладов II Советской гравитационной конференции // Тбилиси, 1965.
- Коноплева Н. П. В кн.: Тезисы III Всесоюзной межвузовской конференции по проблемам геометрии // Казань, КГУ, 1967, с. 80.
- Коноплева Н. П. В кн.: Тезисы 5-й международной гравитационной конференции // Тбилиси, 1968, с. 27.
- Коноплева Н. П. В кн.: Тезисы IV Всесоюзной межвузовской конференции по проблемам геометрии // Тбилиси, 1969.
- Konopleva N. P. VI Hilbert’s problem, infinite Lie groups, and relativistic physics // Proceedings of the Second International Symposium on Quantum Theory and Symmetries: Krak¢w, Poland, July 18-21, 2001
- Коноплева Н. П. Relativistic physics and geometry // Proceedings of the International conference on gravitation, cosmology, astrophysics and nonstationary gas dynamics, dedicated to prof. K. P. Staniukowich’s 90th birthday, 2-6 March 2006, Moscow, Russia
- Konopleva N. P. Physics and geometry // Proceedings of the International Seminar ISHEPP XIX, 29 September Ä 4 October 2008, JINR, Dubna, Russia

## Другое
- Коноплева Н. П. Калибровочные поля и физика элементарных частиц. Вступительная статья редактора перевода. // Квантовая теория калибровочных полей. Сборник статей. Ред. перевода Н. П. Коноплева // М., Мир, 1977. — с. 6-18
- Konopleva N. P. On D. D. Ivanenko // P. Pronin, G. Sardanishvily Gravity, Particles and Space-Time. — World Scientific Publishing, 1996.